# Malacocis championi
Malacocis championi es una especie de coleóptero de la familia Ciidae.

## Distribución geográfica
Habita en Guatemala.